# Violeta Quesada
Violeta Quesada Díaz, kubanska atletinja, * 11. julij 1947, Santa Clara, Kuba, † 24. marec 2024, Tampa, Florida, ZDA.
Nastopila je na poletnih olimpijskih igrah leta 1968 ter osvojila srebrno medaljo v štafeti 4×100 m in se uvrstila v četrtfinale teka na 100 m.